# Chwaszczyno
Chwaszczyno (kaszub. Chwaszczëno) – wieś kaszubska w Polsce, położona w województwie pomorskim, w powiecie kartuskim, w gminie Żukowo, w pasie Wzgórz Chwaszczyńskich z przeważającą zabudową jednorodzinno-podmiejską. W Chwaszczynie jest węzeł drogowy (skrzyżowanie drogi krajowej nr 20 Stargard – Szczecinek – Gdynia z drogą wojewódzką nr 218 Krokowa – Gdańsk). Miejscowość graniczy z Gdynią (w kierunku północno-wschodnim) i z Gdańskiem (na wschodzie). Transport publiczny jest obsługiwany przez komunikację miejską Trójmiasta (linie nr 171, 191, 193 i Z). Pierwsze wzmianki o Chwaszczynie pochodzą z roku 1283.

## Części wsi
| SIMC    | Nazwa        | Rodzaj    |
| ------- | ------------ | --------- |
| 0177187 | Czarne Błota | część wsi |
| 0177201 | Kowale       | część wsi |
| 0177218 | Lisie Błoto  | część wsi |
| 0177224 | Rewerenda    | część wsi |

## Historia
Wieś biskupstwa włocławskiego w województwie pomorskim Korony Królestwa Polskiego w II połowie XVI wieku.
Po I rozbiorze Polski w 1772 roku Chwaszczyno dostało się pod zabór pruski. Podczas zaboru pruskiego wieś nosiła nazwę niemiecką Quaschin. Po zakończeniu I wojny światowej wieś wróciła w granice Polski na mocy traktatu wersalskiego z 1919 roku, jednak już w 1939 w wyniku niemieckiej agresji na Polskę, trafiła pod panowanie reżimu III Rzeszy.  W 1942, w okresie okupacji niemieckiej, polska nazwa wsi została zastąpiona nowo wymyśloną i bardziej niemiecką – Quassendorf.
Chwaszczyno zdobyli 13 marca 1945 żołnierze 1 Gwardyjskiego Korpusu Pancernego, po dwu dniach walk Armii Czerwonej ze stawiającą opór armią niemiecką, co było równoznaczne z zakończeniem panowania reżimu III Rzeszy na tym terenie. 
Do 1954 roku miejscowość należała i była siedzibą gminy Chwaszczyno, następnie gromady Chwaszczyno. W latach 1975–1998 miejscowość administracyjnie należała do województwa gdańskiego.

## Zabytki i inne obiekty
Według rejestru zabytków NID na listę zabytków wpisane są:
- kościół parafialny pw. św.św. Szymona i Judy Tadeusza, XVIII, XIX w., nr rej.: 1081 z 21.03.1990
- cmentarz grzebalny, nr rej.: j.w.

Kościół pochodzi z 1726, rozbudowany w 1875 roku, z wyposażeniem pierwszej połowy XVIII wieku.
W Chwaszczynie znajduje się najwyższy maszt antenowy na Pomorzu Gdańskim, o wysokości 317 m.
Przy głównym skrzyżowaniu stoi kamienny obelisk z napisem Pamięci mieszkańców Gromady Chwaszczyno poległych i pomordowanych podczas II wojny światowej 1939-1945. Obelisk odsłonięto 17 września 1972, odnowiono A.D. 2015.

## Kacze Buki
Kacze Buki są położone przy granicach administracyjnych Gdyni i Gdańska w pasie Wzgórz Chwaszczyńskich i obejmują zabudowania wzdłuż drogi wojewódzkiej nr 218 nad północnym brzegiem jeziora Osowskiego. Połączenie z Gdynią i Gdańskiem umożliwiają autobusy komunikacji miejskiej (linia nr 171). Osada jest dawną częścią Kaczych Buków, która to w roku 1973 nie została przyłączona do Gdyni.

## Rewerenda
Rewerenda jest położona przy granicy administracyjnej Gdyni w pasie Wzgórz Chwaszczyńskich i obejmuje zabudowania wzdłuż ulic Gdyńskiej, Rewerenda i Polnej nieopodal wzniesienia "Kozie Rogi" (186 m n.p.m.) z masztem nadawczym RTCN Chwaszczyno. Połączenie z Gdynią, Gdańskiem i Żukowem umożliwiają autobusy komunikacji miejskiej (linie nr 171, 191, 193 i Z).